# Ragbi klub Dinamo Pančevo
Il Ragbi klub Dinamo Pančevo o RK Dinamo Pančevo è un club serbo di rugby a 15 di Pančevo.
Fondato nel gennaio 1954, è tra i più antichi club rugbistici dell'ex Jugoslavia.

## Storia
Nel gennaio 1954 a Pančevo nacque un nuovo sport, il rugby. Il RK Dinamo vinse il primo campionato jugoslavo della storia e altri 4 nel corso del successivo ventennio, inoltre il club sollevò 6 Coppe di Jugoslavia. Dalla squadra sono fioriti più di 40 giocatori che rappresentarono la Jugoslavia.

## Tesserati celebri
- Dušan Novakov

## Palmarès

### Trofei nazionali
- Campionati jugoslavi: 5
1957, 1968, 1969, 1974, 1979
- Coppe di Jugoslavia: 6
1958, 1973, 1975, 1977, 1978, 1979